# 朱亚衍
朱亚衍（1944年8月—），男，福建惠安人，中华人民共和国政治人物，曾任厦门市人民政府市长，福建省人民政府副省长，2002年7月调任中共福建省委常委、省委秘书长，2005年1月当选福建省人大常委会副主任。